# عبد الله المقبالي
عبد الله المقبالي (1986) ممثل عماني ولد في الإمارات يعيش في دبي.

## عن حياته
هو عماني الجنسية ولد في دولة الإمارات العربية المتحدة في عام 1986 وهو عضو في مسرح دبي الشعبي منذ عام 2010 وقدم العديد من المسلسلات والمسرحيات.

## أعماله

### المسلسلات
- ظلال الماضي
- لو أعرف خاتمتي
- خيانة وطن
- قلب العدالة
- دنيا الألم
- أبوالملايين
- القياضة الجزء الثاني

### المسرحيات
- الباشا في ورطة
- خمس الحواس
- باب
- ليلة حساب
- جسوم الون
- الكشافة
- شهيد التين
- الدومينو
- عقيلة
- على الهاوية
- عتيق
- تحولات حالات الأحياء والأشياء
- نور الاتحاد
- خارج اللعبة

### الأفلام السينمائية
- فيلم كيمره

### أهم المهرجانات المشارك فيها
- مهرجان قرطاج المسرحي - تونس
- مهرجان القاهرة الدولي للمسرح المعاصر والتجريبي - مصر
- مهرجان دبي السينمائي - الإمارات
- مهرجان دبي لمسرح الشباب - الإمارات
- مهرجان الإمارات لمسرح الطفل - الإمارات
- مهرجان أيام الشارقة المسرحي - الإمارات

## جوائز
حاصل على جائزة أفضل ممثل في مهرجان دبي للشباب عام 2014